# Kettle

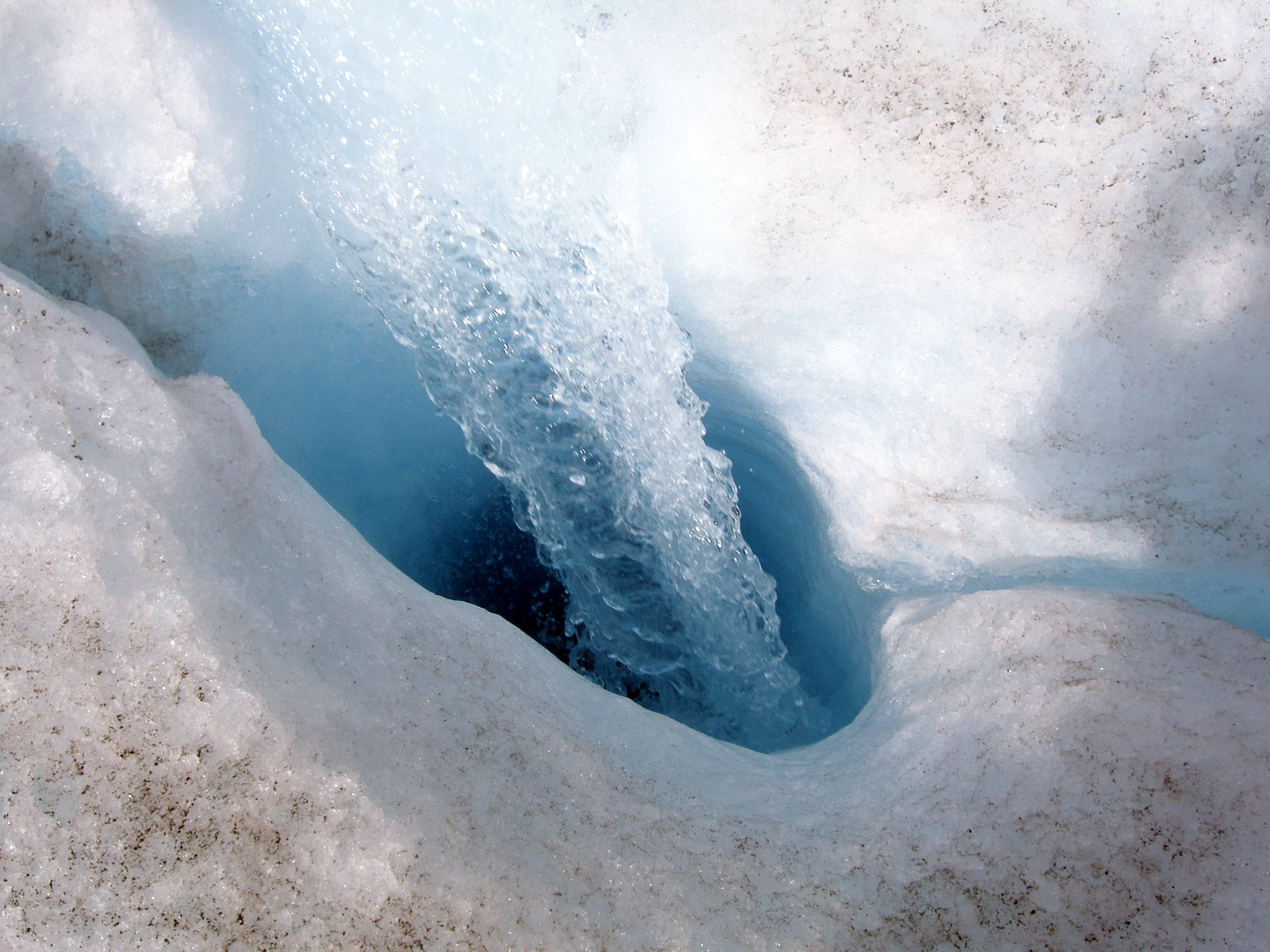
Um kettle/chaleira num glaciar

Kettle, também designado por chaleira é uma espécie de buraco que aparece nos terrenos outrora ocupados por glaciares. Os kettles têm normalmente paredes abruptas e geralmente formam pequenos lagos.